# Philosophenweg (Japan)
Der Philosophenweg (japanisch 哲学の道, Tetsugaku no Michi) ist eine zwischen Kirschbäumen entlanglaufende 2 km lange Straße im Sakyō-ku der japanischen Stadt Kyōto. Der Name geht auf den Philosophen Kitaro Nishida zurück, der auf diesem Weg regelmäßig zum Meditieren entlang lief.

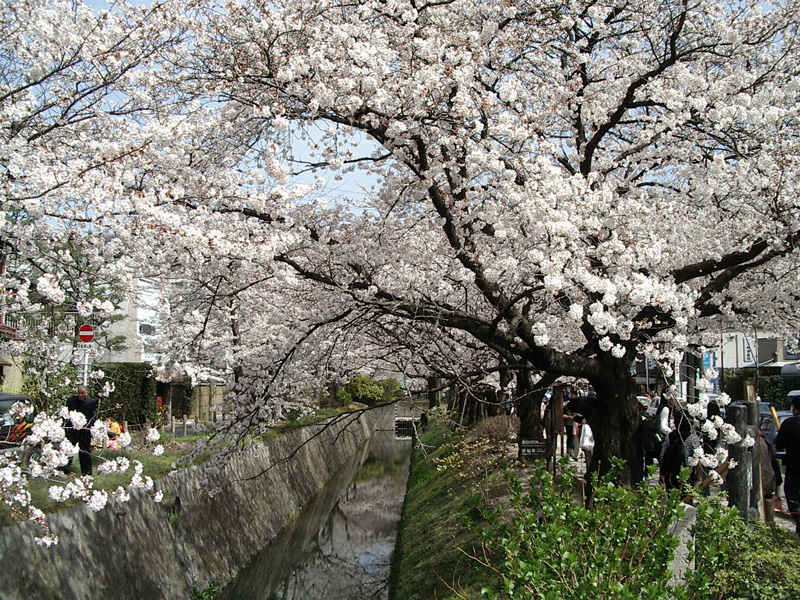
Im Frühling
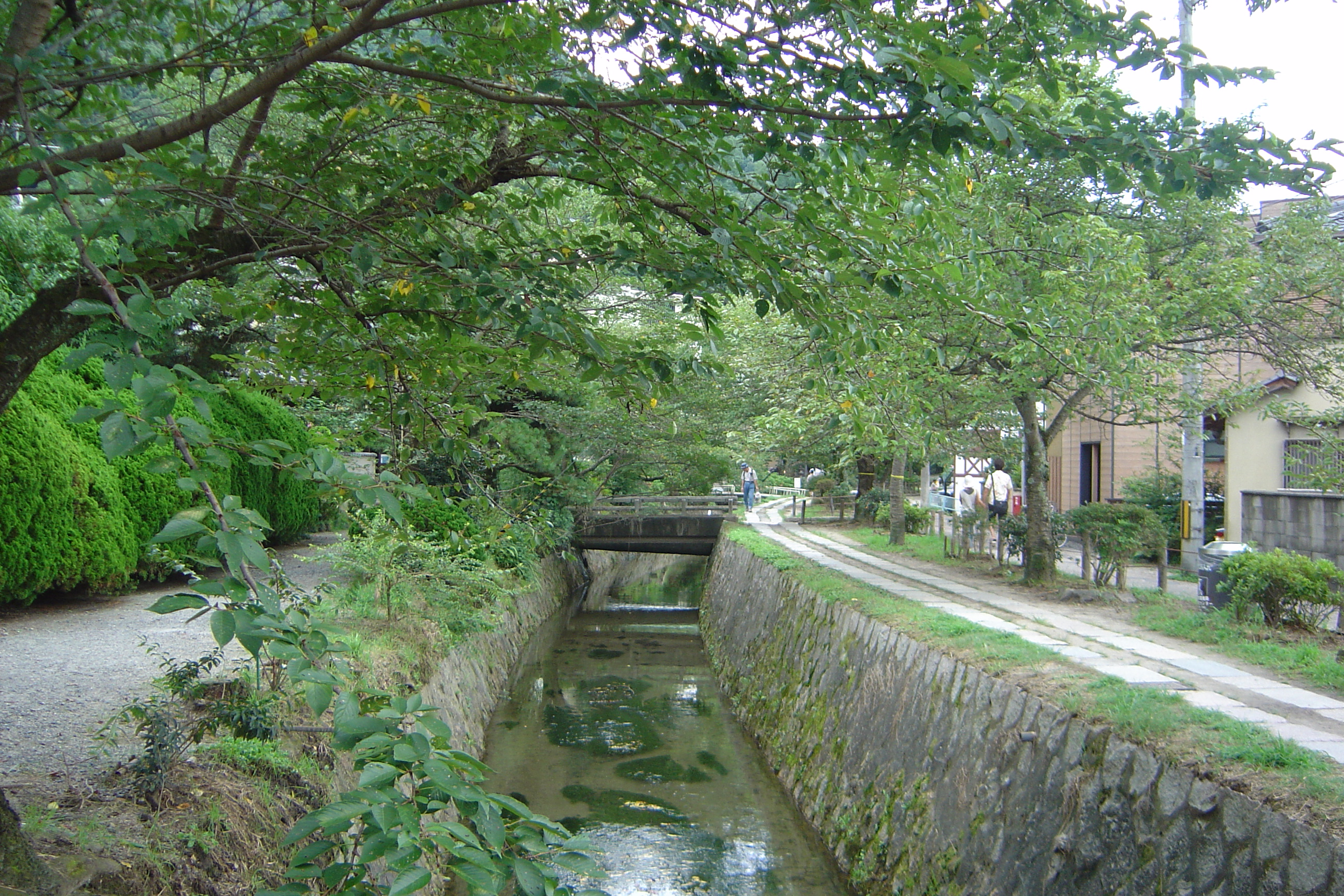
Im Sommer
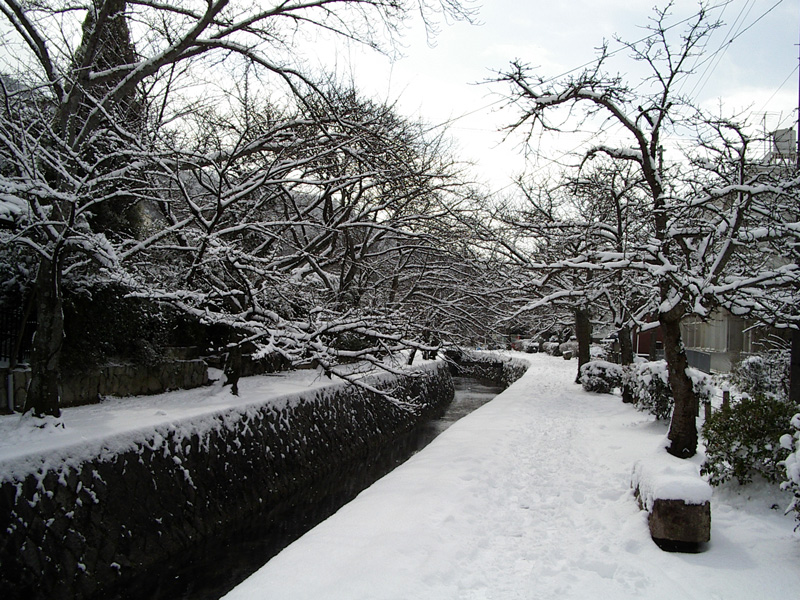
Im Winter